# UFC Fight Night: de Randamie vs. Ladd
UFC Fight Night: de Randamie vs. Ladd (também conhecido como UFC Fight Night 155 ou UFC on ESPN+ 13) foi um evento de MMA produzido pelo Ultimate Fighting Championship no dia 13 de julho de 2019, no Golden 1 Center, em Sacramento, Califórnia.

## Background
O duelo nos galos entre a ex-campeã peso pena Germaine de Randamie e Aspen Ladd serviu de luta principal da noite.
O evento marcou a volta do ex-campeão peso galo do WEC, do ex-desafiante peso galo do UFC e também Hall da Fama do UFC, Urijah Faber após 30 meses parado desde que anunciou sua aposentadoria. Ele enfrentou Ricky Simon.
O duelo no peso palha entre Cynthia Calvillo e a ex-campeã peso palha do Invicta FC Lívia Renata Souza estava programado para o evento. Entretanto, Calvillo quebrou o seu pé e saiu do card, para seu lugar foi chamada a estreante e também ex-campeã peso palha do Invicta FC Brianna Van Buren.
O duelo nos médios entre Karl Roberson e John Phillips estava agendado para este evento. Porém, Phillips saiu da luta devido a uma lesão e foi substituído pelo estreante brasileiro Wellington Turman.
O duelo nos galos feminino entre a ex-desafiante peso galo Sara McMann e a ex-campeã peso mosca Nicco Montaño estava previsto para o evento. No entanto, McMann saiu do combate devido a uma lesão e foi substituída por Julianna Peña.
Martin Day era esperado para enfrentar Benito Lopez no evento. Contudo, Day saiu do combate após ter que realizar uma cirurgia no joelho e foi substituído por Vince Morales.
Gian Villante era esperado para enfrentar Mike Rodriguez no evento. Mas, no dia 04 de julho, Villante saiu do duelo por razões desconhecidas e foi substituído pelo estreante John Allan.
Beneil Dariush era esperado para enfrentar Drakkar Klose no evento. Entretanto, no dia 07 de julho, Dariush saiu do duelo devido a uma lesão. Como resultado, o UFC removeu Klose do card e será agendado novamente em outro evento.

## Resultados
Nota 1 Originalmente vitória de John Allan por decisão; Mudado após ele falhar no doing.

## Bônus da Noite
Os lutadores receberam $50.000 de bônus:
- Luta da Noite: Nenhum
- Performance da Noite:  Urijah Faber,  Josh Emmett,  Andre Fili e  Jonathan Martinez